# بايرا (برشلونة)
بلدية بِيِيرا (بالكاتالانية: Piera) هي إحدى بلديات مقاطعة برشلونة، والتي تقع في منطقة كاتالونيا، شرق إسبانيا.
يبلغ عدد سكانها 13.652 نسمة وفقاً لإحصائية سنة (2007).